# Cantos del Purgatorio, la Divina Comedia
Son 33 cantos donde Dante camina junto a Virgilio por el Purgatorio. Este lugar está dividido en siete cornisas que corresponden a los siete pecados capitales y estas se manifiestan en cada canto. Según Dante Alighieri , el Purgatorio es una montaña y en su cima se encuentra el paraíso.

## Cantos
Debajo de estas líneas está un cuadro de los cantos con su manifestaciones:
| Cantos       | Contenido                                                                   |
| ------------ | --------------------------------------------------------------------------- |
| 1            | Introducción al Purgatorio                                                  |
| 2 - 3        | Antepurgatorio: Isleta                                                      |
| 4            | Antepurgatorio: Primer rellano: Negligencia                                 |
| 5 - 6        | Antepurgatorio: Segundo rellano: Perezosos muertos repentinamente.          |
| 7 - 8        | Antepurgatorio: El Valle Ameno Príncipes preocupados por la gloria terrena. |
| 9            | Antepurgatorio: Puerta al Purgatorio.                                       |
| 10 - 11 - 12 | Aro primero: Soberbia.                                                      |
| 13 - 14      | Aro segundo: Envidia.                                                       |
| 15 - 16      | Aro tercero: Ira                                                            |
| 17           | Subida al Aro Cuarto.                                                       |
| 18 - 19      | Aro cuarto: Pereza.                                                         |
| 20 - 21      | Aro quinto: Avaricia y Prodigalidad.                                        |
| 22 - 23 - 24 | Aro sexto: Gula.                                                            |
| 25 - 26      | Aro séptimo: Lujuria.                                                       |
| 27           | SUBIDA AL PARAÍSO TERRESTRE.                                                |
| 28 al 33     | PARAÍSO TERRESTRE.                                                          |

## Ver
- Virgilio
- Florencia
- Dante Alighieri
- Purgatorio en otros conceptos.
- Paraíso en otros conceptos.